# Pazza idea (brano musicale)
Pazza idea è un brano musicale interpretato da Patty Pravo e scritto da Maurizio Monti, Cesare Gigli e Paolo Dossena per il testo e da Giovanni Ullu per la musica, con l'arrangiamento di Gepi e Toto Torquati . Fu pubblicato nell'aprile del 1973, sia nel 45 giri Pazza idea/Morire tra le viole sia nell'omonimo album.
Il brano fu proposto a Patty Pravo molti mesi prima che la cantante decidesse effettivamente di registrarla. La Pravo, infatti, aveva in quel periodo lavorato con la Philips Records.

## Storia, ispirazione e testo
(Maurizio Monti e Giovanni Ullu, Pazza idea)
Patty Pravo, dopo due anni di collaborazione con la Philips, nel 1972 decide di tornare alla RCA Italiana di Ennio Melis. Qui lavora ad un nuovo album, per il quale la casa discografica aveva investito grandi somme per creare un prodotto di alto livello. 
Il brano fu scritto da Maurizio Monti e Giovanni Ullu su misura per la grande interprete; la canzone, basata su una musica melodica, propone però un testo trasgressivo, molto adatto all'epoca. Il testo parla di una donna che fa l'amore con un uomo pensando di sostituirlo al suo vecchio amore, ma è solo una folle idea.

### Cover ed altre versioni
La canzone è stata registrata in diverse lingue e pubblicata in altrettanti paesi dalla stessa Patty Pravo: in tedesco con il titolo Was für ein Tag, in spagnolo con il titolo Una locura e Loca yo soy e in inglese con il titolo Crazy Idea.
In sloveno ne è stata pubblicata una versione da Elda Viler con il titolo Nora je misel.
Nel 1976 ne è stata registrata una versione in olandese dal titolo Laat me alleen (Polydor Records, 2050 437) il cui testo è stato scritto da Gerrit den Braber sulla melodia italiana ed interpretata da Rita Hovink, inserita nell'album Een rondje van Rita (Polydor Records, 2441 066).
Nel 1987 ne è stata registrata una cover da Iva Zanicchi, inserita nel suo album Care colleghe; un album che contiene cover di vari brani di grandi artiste italiane.
Nel 1997 ne è stata registrata ancora una versione in olandese dal titolo Laat me alleen , con le stesse parole scritte da Gerrit den Braber ed interpretata dal gruppo belga-fiammingo Mama's Jasje. Questa versione ha raggiunto il secondo posto nelle classifiche dei dischi più venduti in Belgio.
Nel 2012 il cantante Al Bano la incide in spagnolo con il titolo Una locura per il suo CD Canta Italia presentato in Spagna.